# Erwin Kobbert
Erwin Kobbert (* 1909 in Berlin; † 1969) war ein deutscher Bildhauer.

## Leben
Kobbert wurde in Berlin-Friedrichshain geboren. Er lernte bei Hermann Feuerhahn Holzbildhauerei, 1939 wechselte er zur Steinbildhauerei. Er war bis zur Zerstörung des Ateliers (Märkisches Ufer 10 in Berlin C 2) im Jahr 1944 dort tätig.
Nach dem Zweiten Weltkrieg arbeitete er am sowjetischen Ehrenmal in Berlin-Treptow. Anfang der 1950er Jahre plante er für den Zentralfriedhof Friedrichsfelde mehrere Brunnenanlagen, die jedoch nicht ausgeführt wurden. 
Sein Atelier befand sich zwischen 1954 und 1958 im Schloss Biesdorf und anschließend in einem ehemaligen Bauernhaus in Berlin-Biesdorf. In diesen Jahren wohnte er in Berlin-Mahlsdorf, Frettchenweg 32.
1961 verließ Kobbert die DDR.

## Werke

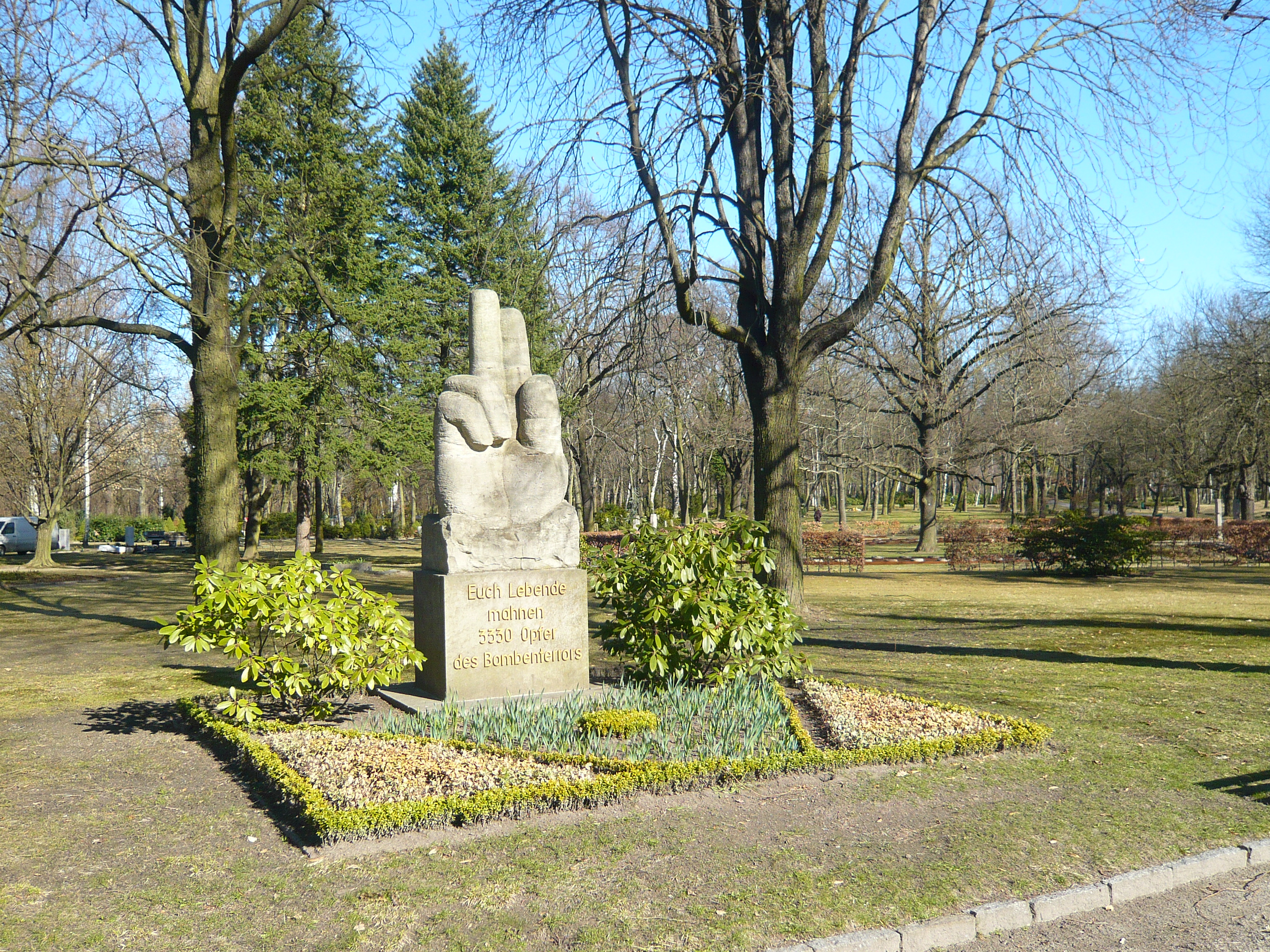
Schwurhand, Parkfriedhof Marzahn

- Gedenkstein für 400 Zwangsarbeiter, Parkfriedhof, Berlin-Marzahn (1951)[6] (Sockel erhalten)
- 1951/52: Schwurhand, Parkfriedhof, Berlin-Marzahn
Offizielle Bezeichnung der 2,20 m hohen Skulptur aus Kalkstein bei ihrer Einweihung war Gedenkstein für die Opfer des Zweiten Weltkriegs.[7]
- Kniendes Mädchen (1952, Kunststein; Zentralfriedhof Friedrichsfelde)[8]
- 1958: Sowjetisches Ehrenmal und Soldatenfriedhof, Berlin-Marzahn, Planung zusammen mit dem Gartenarchitekten Johannes Mielenz
Das Ehrenmal besteht aus einem Obelisken, einer Pergola, mehreren Stelen (alle aus rotem Porphyr) und einer symbolischen Urne aus Kalkstein. Die Anlage wurde 1997/98 restauriert.[9]
- 1959: Nilpferd, Wernerbad, Berlin-Kaulsdorf
- 1959: Pinguinbrunnen, Wernerbad, Berlin-Kaulsdorf
- Brunnen mit Knabe, Zentralfriedhof Friedrichsfelde
- Brunnenanlage Nöldnerplatz, Berlin-Rummelsburg
 Es handelte sich um eine Madchenfigur aus Kunststein, bis 1975 in Betrieb.[10] (existiert nicht mehr)